# Xavier Pastor i Gràcia
Xavier Pastor i Gràcia (Palma, Mallorca, 1950) és un biòleg, oceanògraf i ecologista mallorquí. És un dels pioners de l'ecologisme a Espanya, fou un dels fundadors de Greenpeace Espanya i president, així com vicepresident de l'organització per a la defensa de les mars Oceana.
Procedent d'una família de tradició marítima i pesquera, ha dedicat gran part de la seva vida al treball en la mar i en la seva defensa. Es llicencià en Biologia a la Universitat de Barcelona (UB), treballà com a científic a l'Institut Espanyol d'Oceanografia participant en nombroses campanyes de recerca pesquera. És membre del Grup Balear d’Ornitologia i Defensa de la Naturalesa (GOB) de Mallorca des del 1975 i en fou el president durant sis anys des de 1980.
El 1984 fou un dels fundadors de Greenpeace Espanya i contribuí a la creació de branques de l'organització a Itàlia, Grècia, Turquia, Tunísia i Malta, a més de dirigir diverses campanyes de Greenpeace als Estats Units. Durant la seva etapa com a president de Greenpeace Espanya (1984-2001), aconseguí que l'associació més puixant de l'ecologisme internacional fos ben coneguda a Espanya, aconseguint més de 5 000 socis i un pressupost de 600 milions d'euros. No obstant això, la seva tasca no fou exempta de polèmica i el 2001 fou expulsat de l'organització.
Pastor també és un dels fundadors d’Oceana Europa i director des de 2003 fins a 2014. És autor del llibre En defensa del medi ambient: les propostes de Greenpeace (Galàxia Gutenberg, 1999). El 2020 fou guardonat pel Govern de les Illes Balears amb el Premi Ramon Llull.